# Ich steh mit einem Fuß im Grabe
Ich steh mit einem Fuß im Grabe (J’ai déjà un pied dans la tombe), (BWV 156), est une cantate religieuse de Johann Sebastian Bach composée à Leipzig en 1729 pour le troisième dimanche après l'Épiphanie et jouée pour la première fois le 23 janvier de cette année. Pour cette destination liturgique, trois autres cantates ont franchi le seuil de la postérité : les BWV 72, 73 et 111.
Le texte est de Christian Friedrich Henrici (Picander) (pour les 3e et 5e mouvements), de Johann Hermann Schein pour le 2e mouvement et de Kaspar Bienemann pour le 6e mouvement.
Le thème de la sinfonia introductive se retrouve dans le deuxième mouvement du concerto nº5 en fa mineur BWV 1056.
Le thème du choral est tiré des chants « Aus tiefer Not schrei ich zu dir » et « Machs mit mir, Gott, nach deiner Güt ». Le premier se trouve probablement sous une autre forme antérieure au XIVe siècle avant que Wolfgang Dachstein ne le transcrive dans les « Teütsch Kirchen amt (part 1) » à Strasbourg en 1525.

## Structure et instrumentation
La cantate est écrite pour hautbois, deux violons, alto et basse continue, quatre solistes vocaux (soprano, alto, ténor, basse) et chœur à quatre voix.
Il y a six mouvements:
1. sinfonia en fa majeur
2. aria (ténor) : Ich steh' mit einem Fuss im Grabe
3. chœur : Mach's mit mir, Gott, nach deiner Gut
4. récitatif (basse) : Mein' Angst und Not
5. aria (alto) : Herr, was du willst, soll mir gefallen
6. récitatif (basse) : Und willst du, dass ich nicht soll kranken
7. chœur : Herr, wie du will't, so schick's mit mir